# Kotetsu Tenshi Kurumi
Steel Angel Kurumi (яп. 鋼鉄天使くるみ Котэцу Тэнси Куруми, Стальной ангел Куруми) — манга, созданная дуэтом мангак Кайсаку.
На основе манги было создано 2 аниме-сериала, 2 коротких OVA-сериала и драматическое шоу-приквел.

## Сюжет
Действие происходит в альтернативной Японии в период Тайсе. Главного героя, Накахито Кагуру, группа одноклассников заставляет отправиться в дом, который по слухам принадлежит сумасшедшему учёному. Там он находит девушку, похожую на большую куклу. В то же время японская армия берёт штурмом дом. Во время атаки Накахито случайно целует куклу, и та пробуждается. Кукла оказывается стальным ангелом Куруми, на которую охотится армия. Накахито удаётся скрыться с ней, и теперь они вынуждены жить вместе. С этого момента начинаются новые приключения, а позже в семье Накахито появляются и новые девушки-ангелы.

## Список персонажей
Накахито Кагура (яп. 神維 仲人 Кагура Накахито) — главный герой сериала. Становится хозяином Куруми, когда пробуждает её поцелуем. Неуверенный в себе, учит девушку тому, что знает. Его старший брат, в отличие от него, способен управлять духовными силами. Несмотря на это, у Накахито есть скрытый потенциал, так как он сумел пробудить Куруми. Он находится в переломном периоде своей жизни, между ребёнком и мужчиной. Накахито даже не знает как справиться с пристальным вниманием Куруми.
Сэйю: Хоко Кувасима
Куруми (яп. くるみ Куруми) — андроид, стальной ангел, созданный учёным Аянокодзи. У Куруми длинные розовые волосы и костюм горничной. Проснулась от поцелуя Накахито. Сразу после этого привязывается к нему и готова верно служить. У неё невероятно дикая личность, но к Накахито относится с добротой и уважением, называя его мастером (хозяин). И всегда защищает Накахито и его сестру. Очень сильна и неуязвима благодаря сердцу «Mark II». Всегда беспрекословно выполняет просьбы Накахито. Она самая старшая из своих «сестёр» и характер у неё соответствующий.
Сэйю: Ацуко Эномото
Саки (яп. サキ Саки) — Ещё один стальной ангел, созданный учёным Аянокодзи. У неё короткие волосы коричневого цвета. Была активирована доктором Амаги и Брандо. Ей приказали уничтожить Куруми и заполучить её сердце. Амаги и Генерал решили поставить самое сильное сердце в Саки для своих целей. Саки и Куруми сражаются друг с другом. Но Саки побеждает Куруми, захватывает сердце и сразу после этого ломается. Куруми целует Саки и сердце снова активирует её. Но теперь Саки становится слугой Куруми и клянётся ей в верности. После этих событий Саки живёт вместе с Накахито. Очень тихая и добрая. Фантазирует много о себе и Куруми, но никогда не рассказывает о них.
Сэйю: Риэ Танака
Каринка (яп. カリンカ Каринка) — Третий стальной ангел созданный учёным Аянокодзи. У неё коротки жёлтые волосы. Была активирована в Академии, чтобы уничтожить Куруми. Невероятно сильна, так как в ней установлено 2 сердца. Её хозяин доктор Вальский. Однажды похитила и чуть не убила Саки. Она очень темпераментная, хитрая, и время от времени у неё проявляются черты садизма. Сначала примыкает к Накахито чтобы изучить силу Куруми, но в конечном счёте влюбляется в него.
Сэйю: Масаё Курата
Камихито Кагура (яп. 神維 神人 Кагура Камихито) — Старший брат Накахито. Камихито живёт в храме. Он сильный экзорцист и обладает мощной мистической силой. Пытался ранее пробудить Куруми, но ему не удалось.
Сэйю: Ясунори Мацумото
Тэтсуо Аянокодзи (яп. 綾小路 鉄男 Аянокo:дзи Тэтсуо) — Учёный, который создал трёх боевых ангелов. Он пришёл в район, где живёт Куруми, чтобы найти мистическою силу для пробуждения Куруми. Имеет связи с таинственной академией.
Сэйю: Хиротака Судзуоки
Рэйко Амаги (яп. 天城 礼子 Амаги Рэйко) — Ей всего двадцать лет, но она уже учёный. Работает с доктором Аянокодзи над военными объектами. Она первый антагонист Накахито и Куруми, в конечном счете переходит на их сторону. Влюблена в Аянокодзи.
Сэйю: Ай Орикаса
Генерал (яп. 将軍 Сё:гун) — Глава японской армии. Он отвечает за научно-исследовательские военные проекты. Влюблен в Каринку.
Сэйю: Тамио Оки
Доктор Вальский (яп. ワルスキー博士 Варусуки: хакасэ) — Глава академии, учёный, который активировал Каринку и соперник доктора Аянокодзи. Он же главный антагонист в первом сезоне. К концу выясняется что всему была причина. Физически схож с профессором Брандо.
Сэйю: Томомити Нисимура
Доктор Брандо (яп. ブランドー博士 Бурандо: хакасэ) — Помощник доктора Вальского, который также делает полевые работы в Академии. Он отправляет Саки, к Куруми чтобы уничтожить её. Позже сам пытался навредить Куруми, но промахнувшись ранил Аянокодзи которого он схватил и забрал в академию.
Сэйю: Тосиюки Морикава
Ёсино Коганэи (яп. 小金井 佳乃 Коганэи Ёсино) — и Эйко Китидзёдзи (яп. 吉祥寺 栄子 Китидзё:дзи Эйко) : Два шпиона, отправленные Генералом, чтобы тайно следить за ангелами. Они младшие офицеры разведки в армии. Коганэи в результате влюбляется в Нагахито, а Китидзёдзи влюблена в доктора Амаги.
Сэйю: Митико Нэя

## Манга
Манга начала выпускаться параллельно написанию сюжета аниме, из-за чего сюжет манги и аниме существенно различаются.
Академия путешествует во времени, чтобы найти величайшего мистика во всем мире. Для того, чтобы доделать боевых ангелов до полного совершенства. Затем она устраивает сражения между мистиками, чтобы отобрать сильнейшего. Во время борьбы между ангелами Накахито превращается в боевого демона. Экипаж отправляется в другое время чтобы уничтожить демона и снять проклятие.

## Steel Angel Kurumi Encore

Обложка дорамы

Данный OVA-сериал является продолжением первого сезона. По сюжету Саки становится киноактрисой, а Каринка идет на свидание вслепую с Камихито. Куруми занимается разными искусствами, которыми должна обладать традиционная японская женщина, а остальные ангелы борются за сердце Накахито.

## Steel Angel Kurumi 2
Альтернативная история, действие которой происходит в XXI веке. В отличие от первого сезона, почти все персонажи здесь женского пола. Действие происходит через 4 поколения после первого сезона. Однажды Нако и её лучшая подруга Урука заблудились в лабиринтах подвала храма (бывшее бомбоубежище). На Накахито нападают гигантские статуи. Когда Нако и Харука убегают от летающих статуй, Нако хватает одна статуя, которая начинает светиться. Через эту статую она получает сообщение от доктора Аянокодзи, передав сообщение статуя разбивается и из неё выходит Куруми, которая падает прямо к губам Нако. После чего Куруми пробуждается.

## Steel Angel Kurumi Zero
Действие происходит в далёком будущем. Куруми, Саки, и Каринка всё ещё живы и у них новая хозяйка Экселия. Действие происходит в основном внутри помещения. Куруми встречает мальчика из школы и влюбляется в него. Но позже он уходит, и через некоторое время Куруми узнаёт, что он умер. Данный сериал несёт за собой более драматический характер.

## Steel Angel Kurumi Pure
В 2002 году была снята дорама из 24 серий на основе сюжет манги. Действие происходит в XXI веке, когда быстрое развитие робототехники позволяет использовать их в качестве медсестер в больницах. Компания «Kangoroids Ayanokouji» разрабатывает новое поколение роботов для домашнего использования. Их кодовое название «стальные ангелы». Когда компания выпускает первую модель робота её первым владельцем становится племянник президента компании Аянокодзи — Накахито Кагура. Он называет своего робота Куруми. Она очень преданна ему, но Накахито видит в ней человека и смущается.